# 奥雷利亚诺·德·贝鲁埃特·莫雷特
奥雷利亚诺·德·贝鲁埃特·莫雷特（西班牙語：Aureliano de Beruete y Moret，1876年1月18日—1922年6月10日）是西班牙艺术史学家和艺术评论家，画家奥雷利亚诺·德·贝鲁埃特的儿子。1918年至1922年任马德里普拉多博物馆馆长。

## 生平
曾在马德里中央大学学习哲学和文学，后在西班牙和国外期刊上发表了许多艺术评论文章，出名于对格雷考、委拉斯開茲、弗朗西斯科·戈雅等画家和画作的研究。1921年2月11日当选皇家历史学院院士。